# Sweet Magnolias
Sweet Magnolias är en amerikansk romantisk dramaserie vars första säsong hade premiär på strömningstjänsten Netflix år 2020. Serien är skapad av Sheryl J. Anderson och baserad på Sherryl Woods romaner med samma namn. Andra säsongen hade premiär i februari 2022. I maj 2022 förnyades serien med en tredje säsong som hade premiär på Netflix den 20 juli 2023. Samtliga säsonger består av 10 avsnitt vardera.
Serien har blivit förnyad med en fjärde säsong.

## Handling
Serien kretsar kring gamla vännerna Maddie, Helen och Dana Sue och följer dem i såväl med- och motgång i deras lilla hemstad Serenity i South Carolina.

## Rollista (i urval)
- JoAnna Garcia Swisher – Maddie Townsend
- Brooke Elliott – Dana Sue Sullivan
- Heather Headley – Helen Decatur
- Logan Allen – Kyle Townsend
- Anneliese Judge – Annie Sullivan
- Carson Rowland – Tyler "Ty" Townsend
- Justin Bruening – Cal Maddox
- Chris Klein – Bill Townsend
- Jamie Lynn Spears – Noreen Fitzgibbons
- Dion Johnstone – Erik Whitley
- Brandon Quinn – Ronnie Sullivan
- Caroline Lagerfelt – Paula Vreeland